# Samantha Power
Samantha Power, född 21 september 1970 i London i England i Storbritannien, är en amerikansk-irländsk akademiker, författare och politisk aktivist. 
Hon blev 2013 utnämnd till USA:s FN-ambassadör i Barack Obamas administration. 

## Biografi
Power födes i London till irländska föräldrar, mamman var läkare (nefrolog) och pappan tandläkare. Power växte upp i Dublin fram till 9 års ålder, då mamman flyttade till Pittsburgh i Pennsylvania, USA. 
Hon utexaminerades från Yale University och avlade under 1999 juristexamen vid Harvard Law School. Hon har innehaft Anna Lindh-professuren på John F. Kennedy School of Government vid Harvard.
President Barack Obama utnämnde Power år 2013 till FN-ambassadör efter Susan Rice som innehade ämbetet under Obamas fyra första år i Vita huset.